# Arthur Boka
Arthur Boka (født 2. april 1983 i Abidjan, Elfenbenskysten) er en ivoriansk fodboldspiller, der spiller som forsvarsspiller. Gennem karrieren har han spillet for blandt andet VfB Stuttgart i Tyskland, Malaga i Spanien samt belgiske KSK Beveren. 
I 2007 var Boka med til at sikre VfB Stuttgart det tyske mesterskab, og vandt i sin tid hos RC Strasbourg med til at vinde den franske Liga Cup.

## Landshold
Boka står (pr. marts 2018) noteret for 82 kampe og én scoring for Elfenbenskystens landshold. Han debuterede for holdet i 2004, og har siden da været med til både VM i 2006 og VM i 2010 samt African Nations Cup i både 2006 og 2008.

## Titler
Coupe de la Ligue
- 2005 med RC Strasbourg

Bundesligaen
- 2007 med VfB Stuttgart